# Turgyán Tamás
Turgyán Tamás (Budapest, 1952. május 25. – Kaposvár, 2024. január 12.) magyarországi örmény állatorvos, újságíró, politikus. A Juventus és a Magyar Rádió műsorvezetője a rendszerváltás után. 2014 és 2018 között az Országgyűlés első örmény nemzetiségi szószólója.

## Életpályája
A Madách Imre Gimnáziumban érettségizett 1970-ben, majd felvették az Állatorvostudományi Egyetemre, ahol 1975-ben szerzett diplomát. Ezt követően állami gazdaságokban helyezkedett el, több Somogy megyei településen: először Öreglakon, majd Somogyszobon és Magyaratádon. Eközben 1987-ben szakállatorvosi képesítést is szerzett. 
1989-ben otthagyta az állatorvosi szakmát és egy kaposvári vállalatnál helyezkedett el, ekkor foglalkozott először marketingggel. 1990-ben a Juventus Rádióhoz került, ahol hírolvasó és -szerkesztő lett, illetve műsorvezetőként is tevékenykedett. Emellett több helyi rádióban is vállalt műsorvezetői feladatokat. Később átkerült a Magyar Rádióhoz, ahol a Kossuth és a Petőfi adókon szórakoztató műsorokat vezetett. A Magyar Televízió számára pedig a Főtér és az Agrárhíradó című műsoraikat szerkesztette. 
2000-ben a Magyar Autópályaépítő Konzorcium (Vegyépszer-Betonút) sajtószóvivője és kommunikációs vezetője lett, majd 2002 és 2010 között több mély- és útépítő, illetve közlekedési cégek kommunikációs tanácsadója, illetve vezetője volt. Emellett 2007 és 2010 között az Országos Rádió és Televízió Testület panaszbizottságában is részt vett. 2010 és 2013 között közlekedési cégek szaktanácsadójaként dolgozott.
A 2014-es országgyűlési választáson az örmény nemzetiségi lista vezetője volt. Mivel a lista nem szerzett kedvezményes mandátumot, így Turgyán lett az Országgyűlés első örmény nemzetiségi szószólója. A 2018-as országgyűlési választáson nem indult.

## Művei
- Együttélési modellek a Kárpát-medencében. Tanulmánykötet; szerk. Turgyán Tamás, Zsikó Roland, Puskás Attila; Erdélyi Magyarörmények Szövetsége, Gyergyószentmiklós, 2017